# Дерзенов
Дерзенов (њем. Dersenow) општина је у њемачкој савезној држави Мекленбург-Западна Померанија. Једно је од 89 општинских средишта округа Лудвигслуст. Према процјени из 2010. у општини је живјело 486 становника. Посједује регионалну шифру (AGS) 13054022.

## Географски и демографски подаци
Дерзенов се налази у савезној држави Мекленбург-Западна Померанија у округу Лудвигслуст. Општина се налази на надморској висини од 19 метара. Површина општине износи 22,5 km². У самом мјесту је, према процјени из 2010. године, живјело 486 становника. Просјечна густина становништва износи 22 становника/km².